# Стиснений стан

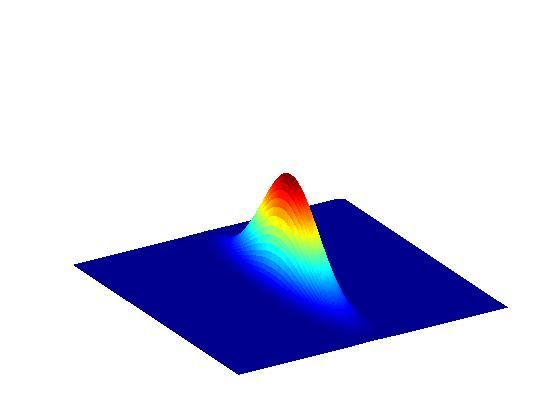
Розподіл стисненого стану в фазовому просторі амплітуда-фаза.

Стисненим когерентним станом у квантовій механіці називають стан, у якому гайзербергова невизначеність має найменше значення. Від канонічних когерентних станів стиснені стани відрізняються тим, що невизначеність окремих змінних у парі канонічно-спряжених неоднакова. Тому в фазовому просторі такий стан зображається не колом, а стискається до еліпса, що є підставою для назви

.
Для змінних положення та імпульс, наприклад, мінімальна невизначеність досягається тоді, коли 
{\displaystyle \Delta x\Delta p={\frac {\hbar }{2}},}
де {\displaystyle \Delta x} — невизначеність положення, {\displaystyle \Delta p} — невизначеність імпульсу, а {\displaystyle \hbar } — зведена стала Планка. У стисненому стані, на відміну від когерентного, {\displaystyle \Delta x\neq \Delta p}, де положення та імпульс виражено в природних осциляторних одиницях.

## Математичне визначення

Анімація хвильової функції амплітудно стисненого на 2 дБ когерентного стану з α=3.

Загальна хвильова функція, що задовольняє наведену рівність описується стисненим когерентним станом (систему одиниць обрано так, що  {\displaystyle \hbar =1})
{\displaystyle \psi (x)=C\,\exp \left(-{\frac {(x-x_{0})^{2}}{2w_{0}^{2}}}+ip_{0}x\right)}
де {\displaystyle C,x_{0},w_{0},p_{0}} — відомі сталі (стала нормування, центр хвильового пакету та математичне сподівання імпульсу). Новою рисою щодо когерентного стану є значення ширини {\displaystyle w_{0}}, що є причиною, чому ці стани називаються стисненими.
Наведений стиснений стан є власним станом лінійного оператора
{\displaystyle {\hat {x}}+i{\hat {p}}w_{0}^{2},}
а відповідне власне значення дорівнює {\displaystyle x_{0}+ip_{0}w_{0}^{2}}. У цьому сенсі, стан є узагальненням водночас основного та когерентного станів.

## Операторне представлення
Загальна форма стисненого когерентного стану квантового оператора має вигляд
{\displaystyle |\alpha ,\zeta \rangle =D(\alpha )S(\zeta )|0\rangle }
де {\displaystyle |0\rangle } — вакуумний стан, {\displaystyle D(\alpha )} — оператор зміщення, а  {\displaystyle S(\zeta )} — оператор стиснення, що задається формулою
{\displaystyle D(\alpha )=\exp(\alpha {\hat {a}}^{\dagger }-\alpha ^{*}{\hat {a}})}  та {\displaystyle S(\zeta )=\exp \left({\frac {1}{2}}\left(\zeta ^{*}{\hat {a}}^{2}-\zeta {\hat {a}}^{\dagger 2}\right)\right)}
де {\displaystyle {\hat {a}}} та {\displaystyle {\hat {a}}^{\dagger }} — оператори знищення та народження, відповідно. Для квантового гармонічного осцилятора з кутовою частотою {\displaystyle \omega }, ці оператори задаються як
{\displaystyle {\hat {a}}^{\dagger }={\sqrt {\frac {m\omega }{2\hbar }}}\left(x-{\frac {ip}{m\omega }}\right)}  та {\displaystyle {\hat {a}}={\sqrt {\frac {m\omega }{2\hbar }}}\left(x+{\frac {ip}{m\omega }}\right)}
Коли{\displaystyle \zeta } дійсне, невизначеність  {\displaystyle x} та {\displaystyle p} задається формулами
{\displaystyle (\Delta x)^{2}={\frac {\hbar }{2m\omega }}\mathrm {e} ^{-2\zeta }}  та {\displaystyle (\Delta p)^{2}={\frac {m\hbar \omega }{2}}\mathrm {e} ^{2\zeta }}
Тому стиснені стани насичують принцип невизначеності Гайзенберга {\displaystyle \Delta x\Delta p={\frac {\hbar }{2}}}, однак невизначеність однієї зі квадратурних змінних зменшена, а іншої — збільшена.

## Виноски
1. ↑  
Loudon, Rodney, The Quantum Theory of Light (Oxford University Press, 2000), [ISBN 0-19-850177-3]
2. ↑  
D. F. Walls and G.J. Milburn, Quantum Optics, Springer Berlin 1994
3. ↑  
C W Gardiner and Peter Zoller, "Quantum Noise", 3rd ed, Springer Berlin 2004
4. ↑  
D. Walls, Squeezed states of light, Nature 306, 141 (1983)
5. ↑  
R. E. Slusher et al., Observation of squeezed states generated by four wave mixing in an optical cavity, Phys. Rev. Lett. 55 (22), 2409 (1985)

. 